# Hungarian Open (ITF)
L'Hungarian Open (ITF) è stato un torneo professionistico combinato, maschile e femminile, di tennis giocato su campi in terra rossa. Faceva parte dell'ITF Men's Circuit e dell'ITF Women's Circuit. Si è giocata una sola edizione, nel 2013, a Budapest in Ungheria.

## Albo d'oro

### Singolare maschile
| Anno | Campione       | Finalista        | Punteggio        |
| ---- | -------------- | ---------------- | ---------------- |
| 2013 | Piotr Gadomski | Filip Krajinović | 6–4, 6(4)–7, 6–3 |

### Doppio maschile
| Anno | Campioni                        | Finalisti                     | Punteggio |
| ---- | ------------------------------- | ----------------------------- | --------- |
| 2013 | Moritz Baumann Marek Michalicka | Piotr Gadomski Błażej Koniusz | 7–5, 6–3  |

### Singolare femminile
| Anno | Campionessa        | Finalista       | Punteggio     |
| ---- | ------------------ | --------------- | ------------- |
| 2013 | Kateřina Siniaková | Alberta Brianti | 3–6, 6–2, 6–1 |

### Doppio femminile
| Anno | Campionesse                  | Finaliste                      | Punteggio   |
| ---- | ---------------------------- | ------------------------------ | ----------- |
| 2013 | Timea Bacsinszky Xenia Knoll | Réka-Luca Jani Veronika Kapšaj | 7–6(3), 6–2 |